# Lillsjön (Sunnemo socken, Värmland, 664027-138051)
Lillsjön är en sjö i Hagfors kommun i Värmland och ingår i Göta älvs huvudavrinningsområde. Sjön är 26 meter djup, har en yta på 0,268 kvadratkilometer och befinner sig 223,8 meter över havet. Sjön avvattnas av vattendraget Tjärnsälven (Näsälven).

## Delavrinningsområde
Lillsjön ingår i det delavrinningsområde (663635-137996) som SMHI kallar för Utloppet av Skärgen. Medelhöjden är 232 meter över havet och ytan är 26,31 kvadratkilometer. Det finns inga avrinningsområden uppströms utan avrinningsområdet är högsta punkten. Tjärnsälven (Näsälven) som avvattnar avrinningsområdet har biflödesordning 2, vilket innebär att vattnet flödar genom totalt 2 vattendrag innan det når havet efter 311 kilometer. Avrinningsområdet består mestadels av skog (87 procent). Avrinningsområdet har 2,77 kvadratkilometer vattenytor vilket ger det en sjöprocent på 10,5 procent.